# Elisa Mörzinger
Elisa Mörzinger, née le 6 mai 1997, est une skieuse alpine autrichienne spécialisée dans les disciplines techniques.

## Biograpgie
Elisa Mörzinger vient d'Altenfelden dans le Mühlviertel (au nord de l'Autriche) et commence à skier à l'âge de trois ans. Elle participe à ses premières compétitions dès six ans puis à dix ans s'inscrit à l'école de ski de Windischgarsten, avant d'intégrer le lycée de ski de Stams, au Tyrol, dont elle est diplômée en 2016,. Elle part ensuite au Schiunion Böhmerwald (dans le massif de la Forêt de Bohême).
À seize ans, elle dispute ses premières courses FIS à Schladming, en décembre 2013, avec des slaloms géants puis des combinés et des super GEn janvier 2016, elle découvre la Coupe d'Europe de ski alpin à Altenmark en descente et termine la saison avec quelques apparitions sur les épreuves de vitesse européennes, mais sans faire mieux qu'une quarante-troisième place à Saalbach-Hinterglemm alors qu'en parallèle elle monte sur son premier podium international en remportant le géant de Brand en catégorie FIS,. Elle continue sa progression en concourant dans toutes les disciplines sauf le slalom, et intègre l'équipe B de ski alpin autrichien lors de la saison 2017-2018. La saison suivante, 2018-2019, elle marque ses premiers points européens, dans trois disciplines différentes : super G et combiné (dès décembre 2018 à Kvitfjell) puis en géant. Elle termine même la saison par son premier podium européen lors du géant de Trysil.
Mörzinger fait ses débuts en Coupe du monde le 26 octobre 2019 alors qu'elle fait partie de l'équipe B autrichienne (qui court essentiellement sur le circuit européen) pour le slalom géant inaugural de Sölden, mais sans réussir à se qualifier pour la seconde manche. Elle prend le départ des slaloms géants mondiaux suivants sans réussir à se qualifier pour une seconde manche et en parallèle continue à courir sur le circuit européen où elle signe trois nouveau podiums en géant dont sa première victoire dans la catégorie à Andalo en décembre 2019.
Le 19 janvier 2020 elle est alignée lors du slalom géant parallèle de Sestrières. Non seulement elle intègre le top 30 pour la première fois mais elle ne perd qu'en finale contre la française Clara Direz, après avoir éliminé en quart de finale la suédoise Sara Hector puis en demi-finale la championne italienne Federica Brignone, vainqueur du géant de la veille.

## Palmarès

### Coupe du Monde
- Meilleur résultat en coupe du monde : 2e
- 1 podium

### Coupe d'Europe
- 3 podiums dont 1 victoire
- Meilleur classement général : 93e en 2019
- Meilleur classement : 23e en combiné en 2019

#### Classements
| Saison / Épreuve | Saison / Épreuve | Général | Général | Descente | Descente | Super G | Super G | Géant  | Géant  | Combiné | Combiné |
| ---------------- | ---------------- | ------- | ------- | -------- | -------- | ------- | ------- | ------ | ------ | ------- | ------- |
| Saison / Épreuve | Saison / Épreuve | Class.  | Points  | Class.   | Points   | Class.  | Points  | Class. | Points | Class.  | Points  |
| 2017             | 2017             | -       | 0       | -        | 0        | -       | 0       | -      | -      | -       | -       |
| 2018             | 2018             | -       | 0       | -        | 0        | -       | 0       | -      | 0      | -       | 0       |
| 2019             | 2019             | 93e     | 63      | -        | -        | 53e     | 7       | 49e    | 34     | 23e     | 22      |